# J-Rocks
J-Rocks – indonezyjski zespół muzyczny z Bandungu. Został założony w 2003 roku.
W skład grupy wchodzą: Iman Taufik Rachman (wokal, gitara), Sony Ismail Robayani (gitara), Swara Wimayoga (bas), Anton Rudi Kelces (perkusja).
W 2005 r. wydali swój pierwszy album pt. Topeng Sahabat. Album ten, podobnie jak Spirit z 2007 r., był sześć razy certyfikowany platyną. Wydawnictwo Road To Abbey z 2009 r. również uzyskało status platyny.
W 2010 r. otrzymali AMI (Anugerah Musik Indonesia) w kategorii najlepsza grupa rockowa.

## Dyskografia
Albumy
- 2005: Topeng Sahabat
- 2007: Spirit
- 2009: Road To Abbey
- 2013: Journey[6]
- 2017: Let’s Go![7]